# Allègre-les-Fumades
Allègre-les-Fumades ist eine französische Gemeinde mit 1.013 Einwohnern (Stand: 1. Januar 2022) im Département Gard der Region Okzitanien. Allègre-les-Fumades gehört zum Arrondissement Alès und zum Kanton Rousson (bis 2015: Kanton Saint-Ambroix).

## Geografie
Allègre-les-Fumades liegt etwa 16 Kilometer nordöstlich von Alès am Auzonnet. Der Cèze begrenzt die Gemeinde im Norden. Umgeben wird Allègre-les-Fumades von den Nachbargemeinden Saint-Denis im Norden, Rivières im Nordosten, Fons-sur-Lussan im Osten, Bouquet im Südosten, Navacelles im Süden, Servas im Südwesten, Rousson und Saint-Julien-de-Cassagnas im Westen sowie Potelières im Nordwesten.

## Geschichte
Aus prähistorischer Zeit findet sich hier ein keltisches Oppidum. Die frühere Burg von Allègre deutet auf die Bedeutung der Siedlung im Mittelalter hin.

### Bevölkerungsentwicklung
| Jahr                       | 1962 | 1968 | 1975 | 1982 | 1990 | 1999 | 2006 | 2017 |
| Einwohner                  | 588  | 563  | 577  | 581  | 623  | 616  | 713  | 902  |
| Quellen: Cassini und INSEE |      |      |      |      |      |      |      |      |

## Sehenswürdigkeiten
- Kirche Saint-Félix in Boisson
- Burgruine von Allègre aus dem 12. Jahrhundert, Monument historique seit 1997

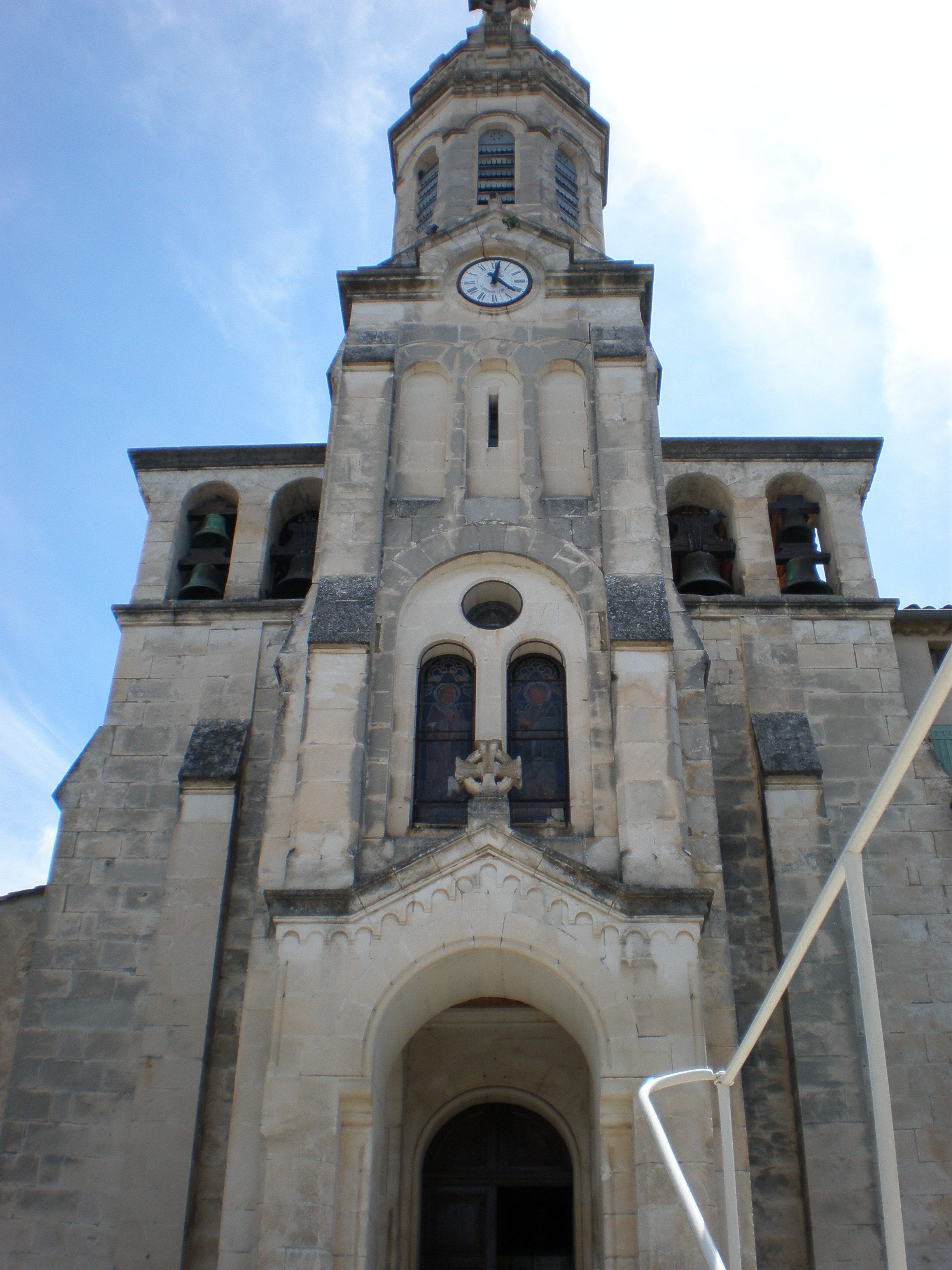
Kirche Saint-Félix